# Internacional de Servicios Públicos
La Internacional de Servicios Públicos (PSI por sus siglas en inglés) es una federación mundial de 669 sindicatos de servicios públicos que representan a 20 millones de trabajadores en 154 países. PSI representa trabajadores de servicios sociales, sanitarios, servicios municipales, gobierno central y empresas públicas de agua, gas, electricidad o telecomunicaciones.

## Historia
En marzo de 1907, el ejecutivo del alemán “Verband der Gemeinde- und Staatsarbeiter” (Federación de Trabajadores Municipales y Estatales), con sede en Berlín, emitió una llamada a “trabajadores de instalaciones municipales y estatales, de centrales eléctricas, de conducciones de gas y agua, en todos los países” para asistir a una conferencia internacional en agosto de ese 1907, en Stuttgart. Cuatro daneses, 2 holandeses, 8 alemanes, un húngaro, un sueco y un suizo se encontraron en el edificio del sindicato en Stuttgart para el primer congreso de la Internacional de Servicios Públicos.

## Política
La PSI está implicada en el movimiento contra la privatización de servicios públicos en todo el mundo. PSI también lucha contra la evasión de impuestos por parte de las multinacionales y es miembro fundador de la Comisión Internacional para la Reforma de la Imposición Internacional a las Empresas. La posición favorable a los trabajadores de PSI la ha llevado a discrepar de la Organización Mundial del Comercio, el Banco Mundial o el Fondo Monetario Internacional, que predominantemente promueven soluciones de mercado.
La PSI trabaja en asociación con sindicatos, otras federaciones sindicales mundiales y ONG como la red Nuestro mundo no está en venta.
Actualmente Rosa Pavanelli ocupa el puesto de secretaria general de la PSI.

## Unidad de investigación de la Internacional de Servicios Públicos
Financiada por la PSI, la Unidad de Investigación de la Internacional de Servicios Públicos (PSIRU por sus siglas en inglés) investiga la privatización y reestructuración de servicios públicos en el mundo, centrándose especialmente en agua, energía, gestión de residuos y sanidad. Establecida en el año 2000, la PSIRU es parte de la Escuela Empresarial de la Universidad de Greenwich, Reino Unido.